# Муренин, Константин Платонович
Константин Платонович Муренин (5 августа 1935, Макарово, Саратовская область — 18 августа 2022, Саратов) — советский партийный деятель, первый секретарь Саратовского обкома КПСС (1989—1991), народный депутат РСФСР / РФ (1990—1993)

## Биография
Родился 5 августа 1935 года в селе Макарово (ныне — Ртищевского района).
Окончил Макаровскую среднюю школу (1953, с серебряной медалью) и Саратовский автодорожный институт (1958).
Трудовая деятельность:
- 1958—1960 инженер-технолог авторемонтного завода в Саратове
- 1960—1962 секретарь Ленинского райкома ВЛКСМ Саратова, второй секретарь Саратовского горкома ВЛКСМ
- 1962—1970 инструктор отдела, помощник первого секретаря Саратовского горкома КПСС, заместитель заведующего, а потом заведующий промышленно-транспортным отделом Саратовского обкома КПСС.
- 1970—1972 первый секретарь Октябрьского райкома партии (г. Саратов)
- 1972—1976 заместитель председателя Саратовского облисполкома (курировал транспорт и дорожное строительство)
- 1976—1989 секретарь Саратовского обкома КПСС
- 10 августа 1989 — 23 августа 1991 года первый секретарь Саратовского обкома КПСС
- 24 марта 1990 — 30 августа 1991 года председатель Саратовского облсовета
- 1993—1995 директор предприятия «Автодор» в Саратове.

С 1995 года помощник депутата Государственной Думы В. К. Гусева.
С 1 июля 2002 года назначен заместителем председателя Совета экономического развития при Губернаторе Саратовской области.
Кандидат экономических наук.
Член КПСС с 1960 года. Член ЦК КПСС (1990—1991).
Депутат Верховного Совета РСФСР и РФ (1990—1993), входил во фракцию «Коммунисты России».
Умер в Саратове 18 августа 2022 года, похоронен на Старом Елшанском кладбище.